# The Journey Begins
The Journey Begins es una colección de cuatro CD de la cantante e instrumentalista canadiense Loreena McKennitt. La colección incluye los álbumes Elemental, Parallel Dreams y The Visit además de un CD especial con grabaciones totalmente inéditas.

## Versiones
Una primera edición de este repertorio fue publicado a finales de 2005 por Quinlan Road exclusivamente en Europa. El pack contaba con solo los primeros tres discos de McKennitt (Elemental, To Drive The Cold Winter Away y Parallel Dreams), más el CD especial, el cual contenía menos temas.
La nueva edición de 2008, en su CD especial, incluye versiones inéditas de algunas composiciones e interpretaciones de McKennitt. Para este nuevo lanzamiento se produjo y se publicó una nueva versión de la canción Dante's Prayer en español. Este tema fue incluido originalmente en el sexto álbum de estudio de Loreena titulado The Book Of Secrets, la letra se inspira en la obra literaria de La Divina Comedia de Dante Alighieri, utilizando varias vivencias y pasajes referente al texto de Alighieri. Es posible apreciar más claramente algunos de los pasajes de La Divina Comedia en la versión en español del tema.

## Lista de temas
- CD 1: Elemental
  - 1.- Blacksmith - 3:20
  - 2.- She Moved Through The Fair - 4:05
  - 3.- Stolen Child - 5:05
  - 4-. The Lark In The Clear Air - 2:06
  - 5-. Carrighfergus - 3:24
  - 6-. Kellswater - 5:19
  - 7-. Banks Of Claudy - 5:37
  - 8-. Come By The Hills - 3:05
  - 9-. Lullaby - 4:26

- CD 2: Parallel Dreams
  - 1.- Samain Night - 4:27
  - 2.- Moon Cradle - 4:29
  - 3.- Huron 'Beltane' Fire Dance - 4:20
  - 4.- Annachie Gordon - 8:22
  - 5.- Standing Stones - 6:56
  - 6.- Dickens' Dublin (The Palace) - 4:40
  - 7.- Breaking The Silence - 6:23
  - 8.- Ancient Pines - 3:35

- CD 3: The Visit
  - 1.- All Souls Night - 5:09
  - 2.- Bonny Portmore - 4:21
  - 3.- Between The Shadows - 3:42
  - 4.- The Lady Of Shalott - 11:34
  - 5.- Greensleeves - 4:26
  - 6.- Tango To Evora - 4:10
  - 7.- Courtyard Lullaby - 4:57
  - 8.- The Old Ways - 5:44
  - 9.- Cymbeline - 5:07

- CD 4: Bonus CD
  - 1.- Caravanserai (Live) - 6:58
  - 2.- The Bonny Swans (Live) - 6:33
  - 3.- The Highwayman (Live) - 9:39
  - 4.- Penelope's Song (Live) - 4:25
  - 5.- The Mummers' Dance (Single Remix) - 4:00
  - 6.- Dante's Prayer (Spanish-Language Version) - 7:23